# Maurice-Charles-Gabriel Lucas
Maurice-Charles-Gabriel Lucas, francoski general, * 1882, † 1972.